# Campana LG

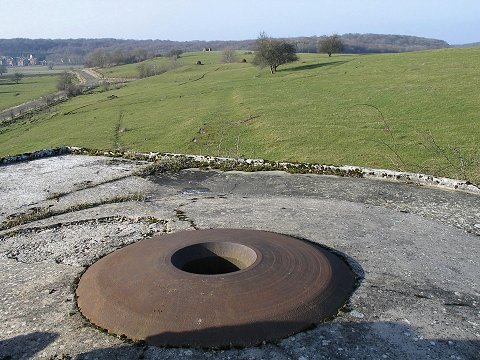
Campana LG a l'ouvrage de Latiremont a la línia Maginot

Una campana llançagranades (campana LG model 1934) (en francès, cloche lance-grenades) és un equip instal·lat a les fortificacions franceses de la dècada del 1930 (coneguda com a línia Maginot). Aquest model de blindatge estava destinat a una defensa contra les tropes enemigues properes als blocs.
LG és l'acrònim de Lance-Grenade (llançagranades, en francès). Normalment les campanes LG se situaven prop de les entrades dels blocs.

## Descripció
La campana LG és coberta amb formigó, de la qual només en surt la part superior. A diferència de les altres campanes instal·lades a la línia Maginot, només sobresortia tan sols 26 centímetres de les estructures en què estava incrustada, però només es podia disparar en la direcció prevista durant la seva instal·lació. La campana LG era «cega», perquè no tenia finestres d'observació, ja que no es projectava sobre la superfície.
El forat superior de 60 mm de diàmetre permet expulsar «granades» (de fet, petits obusos) mitjançant el morter (arma de tir corb) que es troba dins de la campana. L'interior està equipat amb una plataforma mòbil (que permetia disparar en un angle que anava de 45 ° a 90 °, amb una rotació de 360 °) i una columna central amb una roda per al subministrament de projectils.
Hi ha tres models d'aquest tipus de campana que s'adaptaven als diferents graus de protecció dels blocs:
- model petit:
  - pes: 8 tones
  - alçària: 130 cm
  - diàmetre: 190 cm

- model gran:
  - pes: 21 tones
  - alçària: 210 cm
  - diàmetre: 190 cm

- model gran en dues parts (per a dues persones):
  - pes: 17 tones
  - alçària: 220 cm
  - diàmetre: 190 cm

El projecte inicial tenia previst equipar-los amb un morter de 60 mm, però no va tenir èxit i el projecte es va tornar a posar en marxa sobre la base del morter de 50 mm.
Es van instal·lar 75 campanes llançagranades a la línia Maginot, però sense armament i, per tant, es van segellar el forat superior amb una placa d'acer.

## Vegeu també

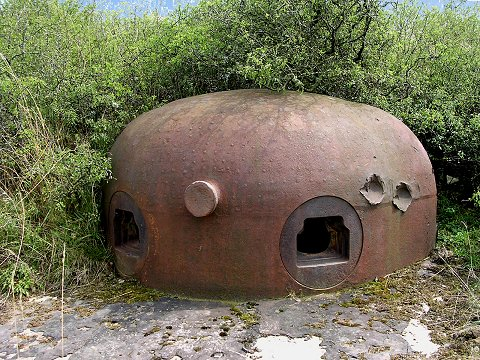
Campana AM
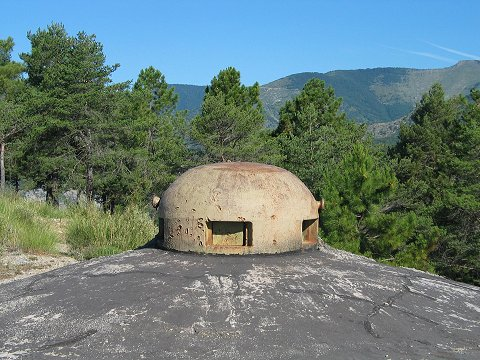
Campana GFM
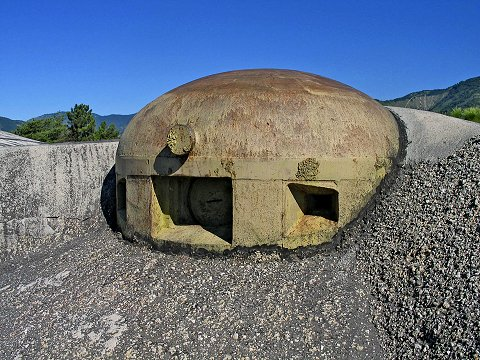
Campana JM
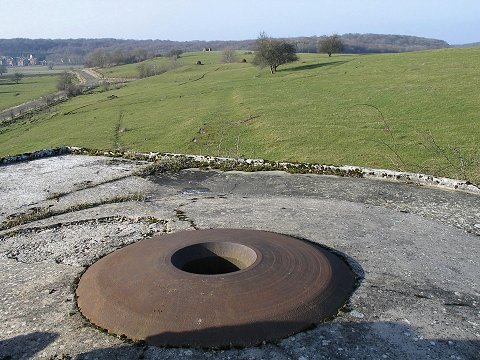
Campana LG
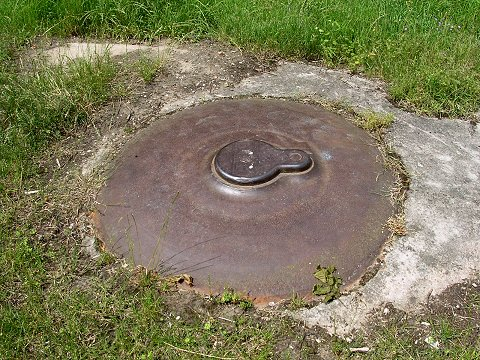
Campana VP
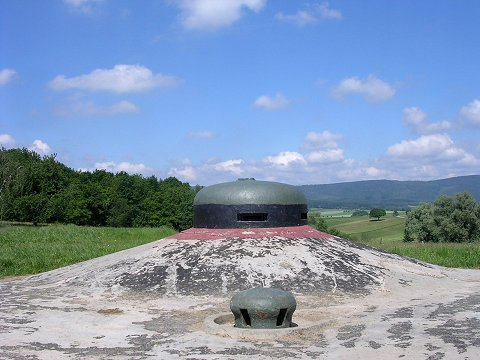
Campana VDP